# スイス北東鉄道

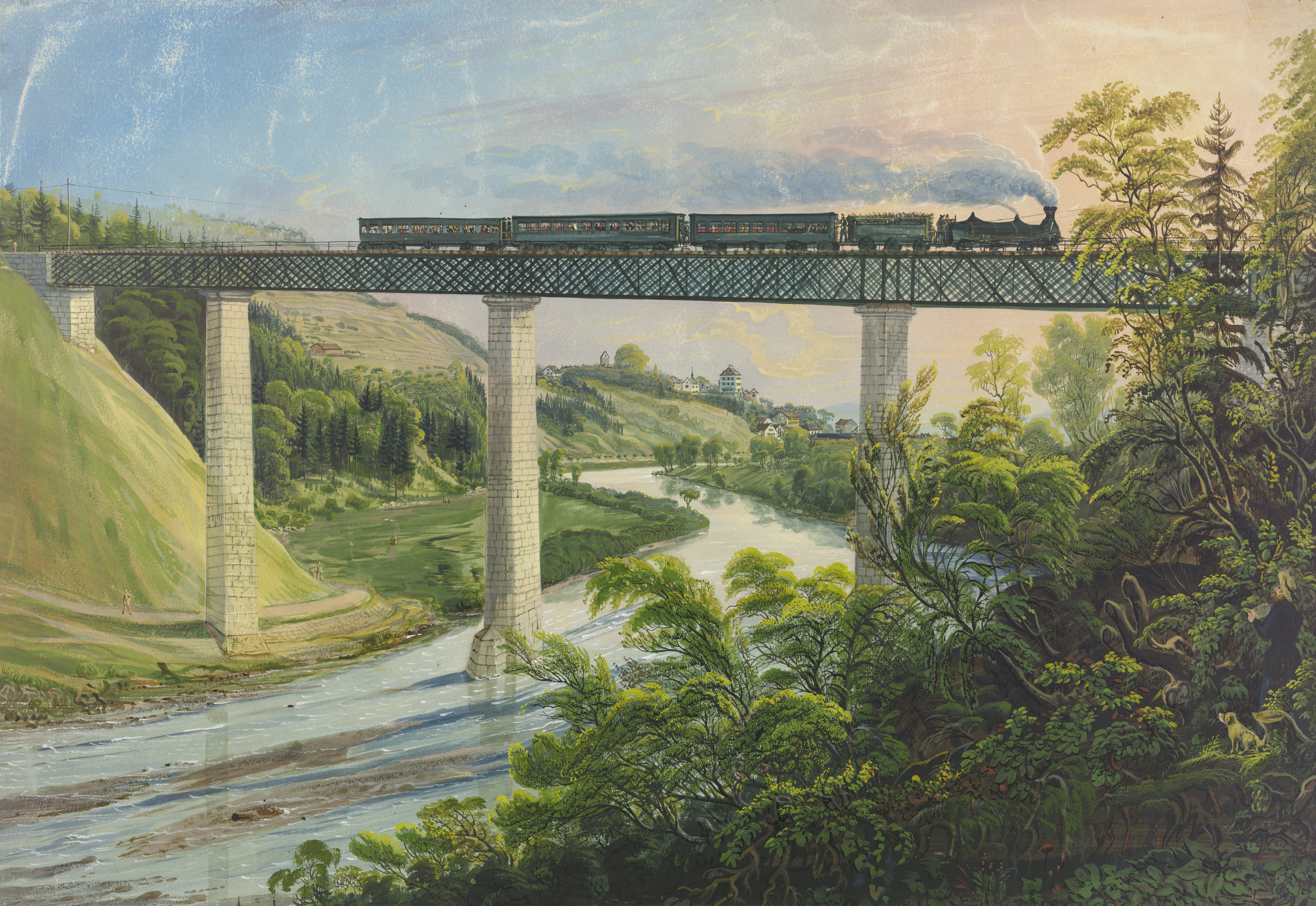
東側から描かれたトゥール川に架かる鉄橋。アンデルフィンゲン近郊。(チューリヒ中央図書館所蔵)

スイス北東鉄道（すいすほくとうてつどう、NOB、ドイツ語: Schweizerische Nordostbahn）は、スイスの初期の鉄道会社である。

## 歴史
1853年、スイス北鉄道（すいすきたてつどう、SNB、Schweizerische Nordbahn）は、ボーデン湖・ライン滝鉄道（ボーデンこ・ラインたきてつどう、Bondensee- und Rheinfallbahnen）と合併してスイス北東鉄道となった。主な発起人は、チューリッヒのアルフレート・エッシャーである。スイス北東鉄道は直ちに、チューリッヒからロマンスホルン平原を経由してボーデン湖に直結する路線の敷設に着工した。これによって、スイス北東鉄道はスイス連合鉄道（Vereinigte Schweizerbahnen）と競合することになった。
ロマンスホルンの村は、スイス北東鉄道の事業展開の結果、東部スイスの重要な交通拠点のひとつになった。スイス北東鉄道は1855年にボーデン湖の航路就航を手掛け、1869年にはロマンスホルンとドイツのフリードリヒスハーフェンをつなぐ鉄道連絡船を開設した。この事業拡大の一環として、ボーデン湖の駅と船着場の一つが拡張された。
1858年、スイス北東鉄道は、バーデン-ブルック-アーラウ線を開通させ、それによってスイス中央鉄道（Schweizerische Centralbahn、SCB）の鉄道網と連結した。これによってついにチューリッヒとバーゼルが繋がることとなった。1870年から1875年までの間に、スイス北東鉄道とスイス中央鉄道は共同で2526mのベーツベルクトンネルを含むベーツベルク鉄道（Bözbergbahn）を完成させ、同様に、ブルックからインメンゼーまでを繋ぐゴッタルド鉄道（Gotthardbahn）を開設、1882年にはアールガウ南鉄道（Aargauische Südbahn）を開設した。
ライバル会社が吸収合併されたのを受けて、1879年のチューリッヒ-アフォールテルン-ルツェルン、ジンゲン-ツォーフィンゲン線の開設を巡って、スイス国民鉄道と競合したが、この計画によってスイス北東鉄道は財政難に陥った。
アルフレート・エッシャーの死後、アドルフ・グイヤー＝ツェラーがスイス北東鉄道を経営した。5000人の従業員のストライキの後、従業員による昇給や作業の質を求める要求は1897年まで解決されることはなく、このことが同社の国有化のきっかけとなった。
1902年7月1日、ボーデン湖を中心に853kmの鉄道路線を持つスイス北東鉄道は、スイス連邦鉄道の支配下に入った。

## 前身
- スイス北鉄道（SNB、Schweizerische Nordbahn、1847年8月9日-1853年7月30日）
- チューリッヒ-ボーデン湖鉄道（ZBB、Zürich-Bodenseebahn）
- ライン滝鉄道（Rheinfallbahn、1853年-1856年11月4日）
- ビューラッハ‐レーゲンスブルク鉄道（BR、Bülach-Regensberg-Bahn 、1865年5月1日-1876年12月31日）
- ビショッフスツェラー鉄道（SG、Bischofszellerbahn、1876年2月1日-1885年7月31日）
- エフレティコン‐ヴェッツィコン‐ヒンヴィル鉄道（EH、Effretikon-Wetzikon-Hinwil-Bahn、1876年8月17日-1885年12月31日）
- チューリッヒ‐ツーク‐ルツェルン鉄道（ZZL、Zürich-Zug-Luzern-Bahn、1864年6月1日-1891年12月1日）